# David (Donatello)
El David  de Donatello és una escultura exempta en bronze de 158 cm, realitzada cap a l'any 1440 (o cap al 1430 segons alguns experts) per encàrrec de Cosme el Vell, que la volia situar als jardins del seu palau a Florència. Actualment, es troba al Museu del Bargello. És una escultura representativa del Quattrocento italià, inspirada en l'època clàssica i amb una composició clarament praxiteliana; encara que tracta un tema bíblic, a l'escultura es pot observar la gran semblança que té amb un heroi de l'antiguitat clàssica. L'escultura representa el David moments després d'haver vençut al Goliat. És la primera estàtua exempta de l'escultura renaixentista que es va realitzar en bronze tota nua.

## Curiositats
A començament del segle xv apareix a Europa una societat mercantil, amb la Taula de Canvi a Barcelona, o la creació de bancs a les ciutats més pròsperes, com París o Florència; a Florència, aquesta prosperitat va permetre la pujada al poder de la família Mèdici amb la consegüent influència política; els Mèdici es convertiren en els grans mecenes de totes les arts. Tot i que l'artista continuava sent un artesà, va millorar la seva posició social gràcies als mecenatges que procuraven elevar la posició dels «seus artistes».
Al llarg del segle xv va aparèixer a Itàlia el període anomenat el quattrocento o el rinascimento dell'antichità, moviment artístic que evolucionà les tècniques de la pintura, especialment el dibuix. En el quattrocento s'utilitzà la perspectiva com a mitjà per aconseguir una major exactitud en l'expressió de la realitat des d'un determinat punt de vista, i es perfeccionà la tècnica a l'oli. L'arquitectura va inspirar-se en les maneres de l'art grec, amb unes línies més pures i amb cànons d'una gran harmonia; igualment, a l'escultura, es pot observar un retorn a la imitació de la figura clàssica, amb l'anatomia com a centre d'atenció, i cercant la perfecció del cos humà. Grans artistes, com els arquitectes Filippo Brunelleschi i Leon Battista Alberti, els pintors Masaccio, Sandro Botticelli, Filippo Lippi, Piero della Francesca i els escultors Ghiberti o Donatello, van contribuir a l'esplendor de l'art d'aquesta època.
L'any 1436, Brunelleschi acabà la cúpula de Santa Maria del Fiore, la catedral de Florència, un dels projectes arquitectònics més importants de la ciutat. El 1426 l'Adoració dels Mags de Masaccio representà la renovació de la pintura de l'època; les seves figures perden el gest gràcil de l'art gòtic i ocupen un espai veritable dins les lleis de la perspectiva lineal i el contrast del color. A Florència, aquesta concepció de l'art ja era practicada per Brunelleschi, vint-i-quatre anys més jove que Masaccio, i Donatello, amb el que es portava quinze anys.
L'any 1425 l'escultor Ghiberti va rebre l'encàrrec de la realització de la porta est o Porta del Paradís per al Baptisteri de Sant Joan (Florència), i en aquesta obra aconseguí una gran perfecció en el relleu en bronze. L'ajudant de Ghiberti va ser Donatello.

### Detalls biogràfics de Donatello
Donatello, que va néixer a Florència probablement l'any 1386, va anar a Roma a treballar amb Brunelleschi en dues ocasions, estudiant l'art clàssic i realitzant algunes escultures sota aquesta influència, com és el cas de la tomba de Giovanni Crivelli i el cimbori de la Basílica de Sant Pere. Quan tornà a Florència, l'any 1434, va ser acollit sota la protecció de la família Mèdici, per la que va treballar fins a la seva mort.
Les seves obres més representatives són la Cantoria de la Catedral de Florència, el Sant Jordi d'Orsanmichele (a Florència), l'estàtua eqüestre del Condottiero Gattamelata (a Pàdua) i l'escultura en bronze de David, encarregada per Cosme el Vell i que va ser col·locada al pati del palau dels Mèdici. Quan, l'any 1495, Pere II de Mèdici va ser expulsat de la ciutat, l'estàtua va ser traslladada al pati del Palazzo Vecchio.
Des de l'any 2007 s'està fent una restauració de l'obra, per procedir a la seva neteja. Els treballs poden ser seguits pels visitants del Museu Bargello, mitjançant un finestral de vidre que mostra la sala on s'efectuen les tasques de millora.

## Descripció

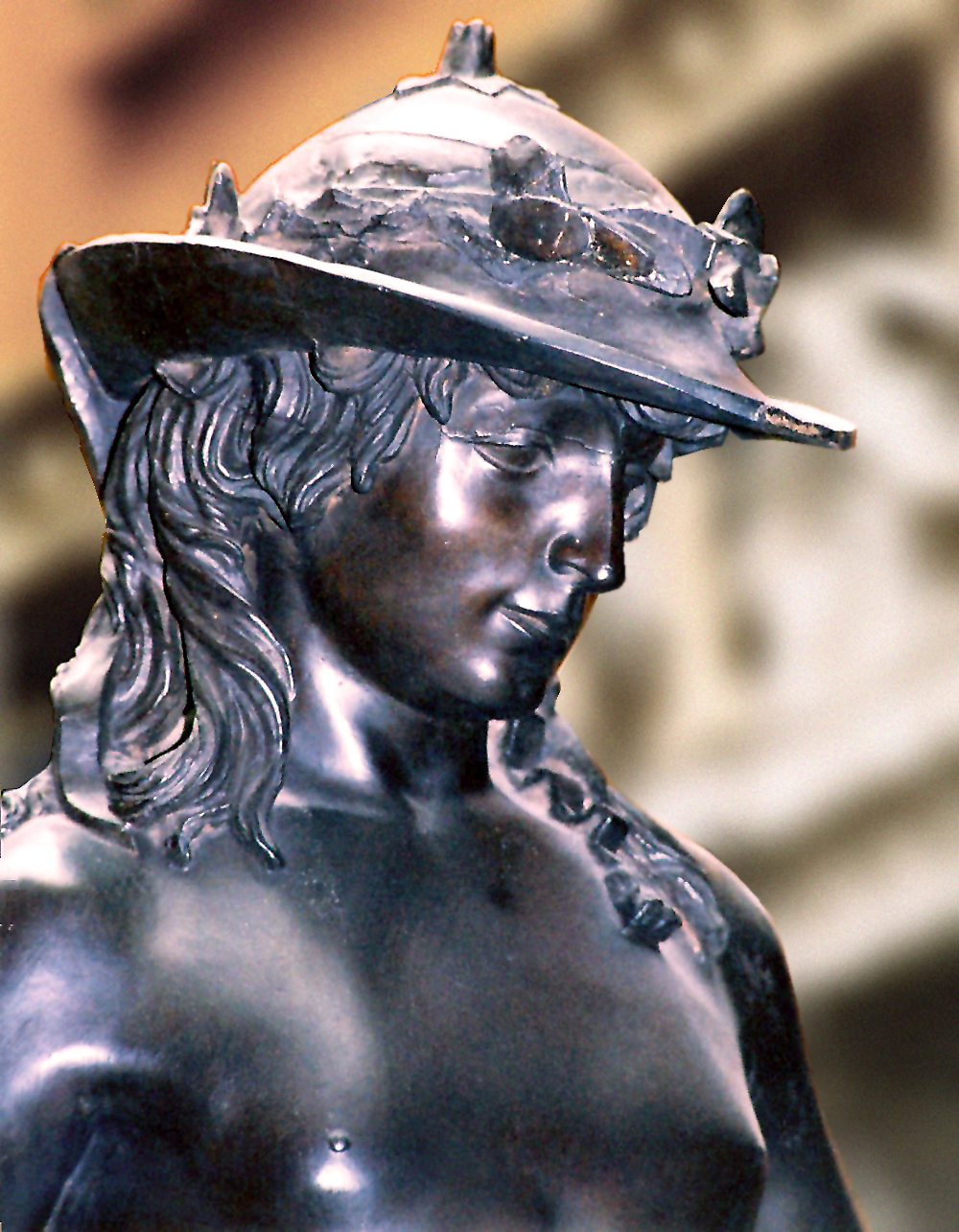
Detall del cap amb un barret típic de la Toscana. Rèplica al Victoria and Albert Museum de Londres.

A començaments del Quattrocento Donatello descobrí la representació heroica de l'adolescència, que més tard exaltarien els humanistes, en el sentit d'una consciència nova de la dignitat i l'excel·lència de l'home. En la seva maduresa artística, l'activitat de Donatello és innovadora i experimental, i és quan realitza el David i, més tard, el grup també en bronze de Judit i Holofernes, quan ja tenia seixanta anys; en aquestes obres realitza una recerca dels efectes pictòrics que té el material del bronze, amb la possibilitat que li permetien les seves pàtines. Hi ha una certa relació simbòlica entre David i Judit i Holofernes: David, com Judit, representen la passió controlada, mentre que Goliat, com Holofernes, representen la passió desbocada.
L'obra es basa en la història bíblica de l'Antic Testament (Samuel, 17) on es relata la victòria de David sobre Goliat, un filisteu gegant. Donatello mostra un David adolescent, tot nu, amb el peu sobre el cap de Goliat, que acaba de tallar amb la mateixa espasa del seu enemic i que David encara té agafada amb la seva mà dreta. Amb l'altra mà sosté la pedra amb què va ferir Goliat. David té l'expressió serena i cobreix el seu cap amb un barret de palla típic de la Toscana adornat amb unes fulles d'heura i, per sota el barret, sobresurten uns rínxols del seu cabell; els seus peus estan calçats amb unes botes. El cap de Goliat porta un elm amb relleus historiats i amb ornaments típics del renaixement, com unes llargues plomes que arriben a cobrir una part de la cama de David.

### Història de David i Goliat
David era fill de Jessè, de la tribu de Judà. Vivia a Betlem amb el seu pare i els seus set germans en el si d'una família humil que es dedicava a pasturar ramats. Com es relata a 1 Samuel 17:51, els esdeveniments s'inicien quan el seu pare l'envià cap on estava acampat l'exèrcit israelita per poder tenir notícies dels seus germans grans Eliab, Abinadab i Ximà. En arribar al campament, David s'assabenta que un filisteu molt fort, un gegant anomenat Goliat, està desafiant en combat individual a qualsevol enemic; per descomptat, davant aquell guerrer cap israelita gosava enfrontar-s'hi. Malgrat que era jove i inexpert en l'art de la guerra i que Goliat feia dos metres i mig, David va resar una pregària a Déu i demanà permís al rei Saül per poder-se enfrontar al gran guerrer. Va exposar al rei les seves habilitats i que quan un lleó i un os havien atacat el seu ramat ell havia sigut capaç de matar-los amb la seva fona. Llavors, el rei li va donar permís per sortir a l'encontre del gegant.
Així doncs, David es va dirigir cap on era Goliat. Inicialment, anava vestit amb una armadura però, com que li era massa pesant i perdia capacitat de moviment, se la va treure. Va anar fins a un torrent proper per agafar cinc palets i va arribar al camp de batalla amb la seva fona a la mà com a única arma. Goliat se'n va riure de David perquè era jovenet, ros i tenia un aspecte delicat i, d'altra banda, anava mal armat. Llavors, el pastor va col·locar un palet a la fona, va començar a fer-la girar i va llançar el projectil contra Goliat. La pedra va anar directament al front del gegant, que va caure a terra; llavors, David va anar ràpidament cap a Goliat, va desembeinar-li l'espasa i li va tallar el cap.

## Anàlisi de l'obra
L'actitud que presenta del cos, recolzant-se amb la cama dreta, és una influència clara de l'estil de Praxíteles, que és coneguda en el món de l'art com la «corba praxiteliana» o contrapposto, que contribueix a trencar la llei de la frontalitat i proporciona un moviment més harmònic al cos. Consisteix a representar la figura amb una cama lleugerament flexionada, innovació que s'atribueix a l'escultor Policlet.

La composició està emmarcada per una el·lipse amb un recorregut que va del cap al braç dret, d'aquest a les cames, després a l'altre braç i acaba novament al cap. L'obra té una alçada de 158 cm, amb les proporcions del cos perfectes i amb un eix vertical que guarda un perfecte equilibri. El renaixement va adoptar els elements bàsics que havia descrit l'escriptor Vitruvi, que sostenia:
| «                                   | ... que la proporció de la forma humana havia de servir de paradigma per les proporcions de les creacions de l'home. Atès que la natura ha dissenyat al cos humà de manera que els seus membres estan degudament proporcionats a la figura en el seu conjunt; tant sembla que els antics tenien una bona raó per la seva regla, que diu que als edificis perfectes els diferents membres han de guardar relacions simètriques exactes amb l'esquema general al seu conjunt. | » |
| — D'Architectura (segle i) Vitruvi. | |   |

L'acabat que presenta el bronze és tot llis per simular la suavitat de la pell i constitueix un magnífic exemple d'estatuària en bronze.

Segons Vasari: 
| « | És una figura tan natural i d'una bellesa tal que als artistes els costa creure que no hagi estat emmotllada sobre un model vivent. | » |

La interpretació simbòlica és la relació amb Cosme el Vell que commemora les victòries de Florència davant el seu rival, Milà. A l'escultura, David personifica Florència portant el típic barret toscà, i Goliat a Milà, un dels símbols del qual és l'espasa, convertida en creu. També la seva inscripció fa referència al mateix tema: 
| « | Pro Patria fortiter dimicantibus etiam adversus terribilissimos hostes di i praestant auxilium. | A qui valentament van lluitar per la mare pàtria, els déus donaran el seu ajut també davant els enemics més terribles. | » |

Entre alguns historiadors existeixen comentaris sobre la veritable representació de l'escultura de Donatello: David i Goliat o Hermes (Mercuri) vencent Argos?. Alessandro Parronchi s'inclina sobre la segona opció, pel tema simbòlic que expressa el barret llorejat i la sensualitat pagana de l'adolescent. Altres arguments són que el barret, que com s'ha dit podria ser toscà, també podria ser el «petasos» d'ales amples típic d'Hermes; també ho assenyalaria el «psicopompos» (ésser que en les mitologies o religions té la funció de conduir les ànimes dels difunts cap a la ultratomba, cel o infern) que hi ha representat al casc de Goliat, ja que una de les atribucions d'Hermes era la de guiar les ànimes a l'altre món.
L'escultura és una exaltació de la bellesa ambigua de l'adolescent que sembla que ha vençut Goliat més per la seva planta que per la seva força.

## Representació d'escultures de David a l'art
El mateix Donatello havia realitzat anteriorment una escultura de David encarregada pels contraforts del cor de la catedral de Florència; per al mateix lloc n'encarregaren una altra a Nanni di Banco en la que aquest va representar a Isaïes. Si es comparen ambdues escultures s'observa una flexió del cos a l'Isaïes que continua sent gòtica i que sembla no tenir un eix central; mentre, la del David de Donatello, presenta un conttraposto perfecte. Donatello la feu en marbre amb una alçada de 190 cm; la gran meticulositat de l'acabat ens recorda la influència que encara té l'autor de l'ofici adquirit treballant amb Ghiberti.
Verrocchio fa un David l'any 1467-1470, en bronze, que és més descarat i audaç, a més a més d'estar vestit; queda reflectit el mateix moment victoriós que el David de Donatello. Està al museu Bargello de Florència.
|  |  |  |  |

Miquel Àngel, l'any 1501-1504 en realitzà un en marbre (vegeu David de Miquel Àngel), amb una alçada de més de cinc metres; és el símbol de la tensió en l'instant previ de llançar-se al combat contra Goliat. Es troba a la Galleria de l'Acadèmia de Florència.
Bernini (barroc), cap als anys 1623-1624 feu una estàtua de mida real i en marbre. Representa a David en el moment fugaç i subtil en què dispara la seva pedra. Es troba a la Galleria Borghese de Roma.
Antonin Mercié, l'any 1871; estàtua feta en bronze, en què David té el cap de Goliat als seus peus, com en el de Donatello, però porta un turbant i està embeinant la seva espasa. Existeixen nombroses reproduccions, la majoria de les quals incorporen una peça de roba cobrint la zona genital, encara que les natges queden descobertes. L'escultura original es troba en el Museu d'Orsay.

## Premis David di Donatello
El David de Donatello dona nom als premis més prestigiosos de la indústria cinematogràfica italiana des de la dècada del 1950. Els Premis David di Donatello els gestiona la Fundació David di Donatello en nom de l'Acadèmia del Cinema Italià.